# تربروستنل
تربروستنل (بالإنجليزية: Treprostinil)‏ هو دواء يُستعمل في علاج:
- فرط ضغط الدم الرئوي[9][10]

## دوره
يلعب هذا الدواء دورًا في علاج الأمراض كونه:
- خافضات ضغط الدم